# بیور (اسن)
بیور (به فرانسوی: Bièvres) یک کمون در فرانسه است که در ان (ا-دو-فرانس) واقع شده‌است. بیور ۲٫۶۴ کیلومتر مربع مساحت دارد ۱۱۵ متر بالاتر از سطح دریا واقع شده‌است.